# Biantes thakkhali
Biantes thakkhali is een hooiwagen uit de familie Biantidae. De wetenschappelijke naam van Biantes thakkhali gaat terug op J. Martens.